# Philippe Grass

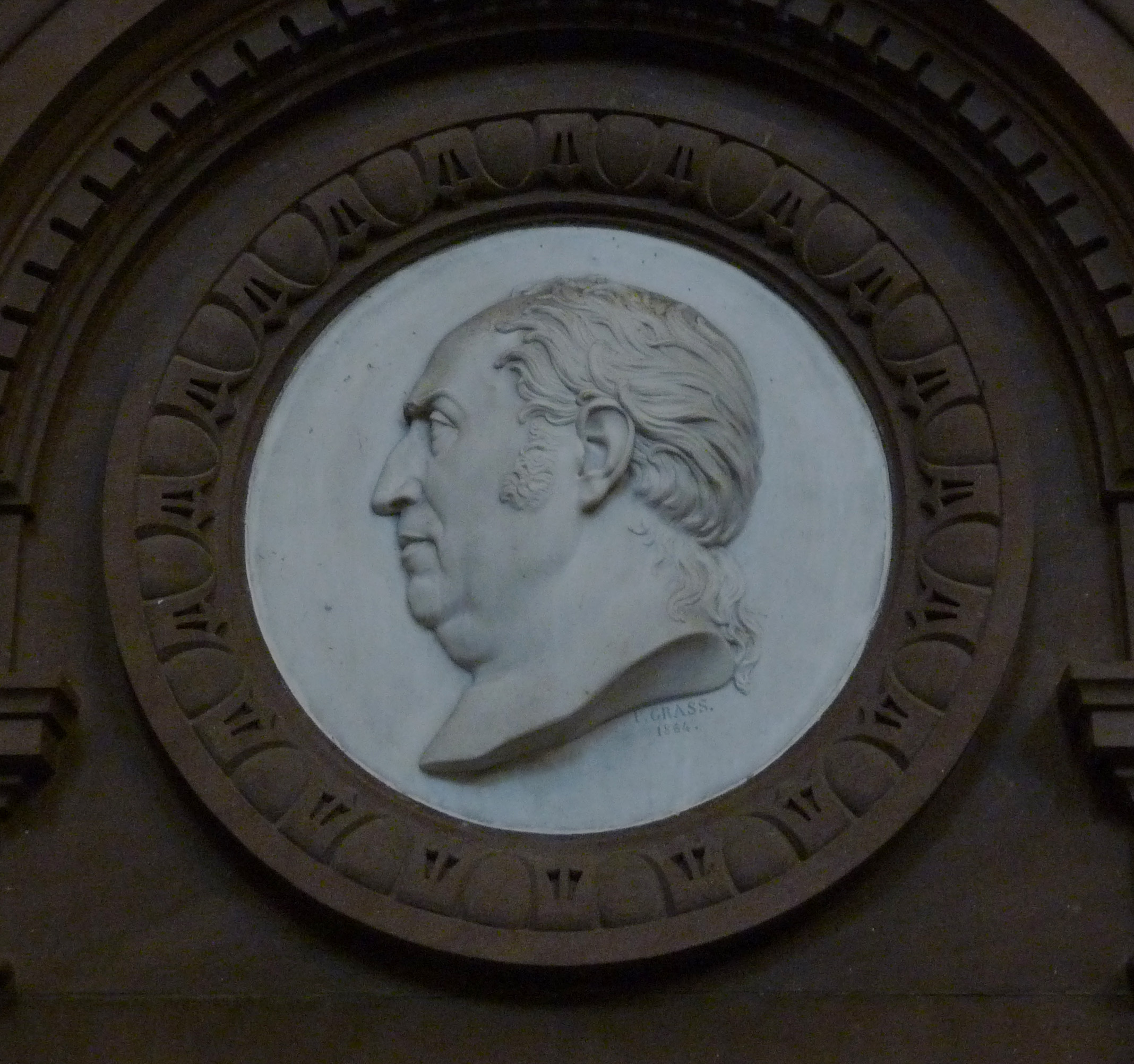
Jedna z prac artysty – medalion André Junga

Philippe Grass (ur. 6 maja 1801 w Wolxheim, zm. 9 kwietnia 1876 w Strasburgu) – francuski rzeźbiarz.

## Życiorys
W latach 1820–1823 uczęszczał do École des Beaux-Arts w Paryżu. Studiował rzeźbę u Landolina Ohmachta (1760–1834) oraz barona François Josepha Bosio (1768–1845). Po powrocie z uczelni dokonał renowacji rzeźb dla katedry w Strasburgu zniszczonych podczas rewolucji. W 1865 roku został kawalerem Legii Honorowej. Wiele popiersi znanych osobistości dłuta Philippe'a Grassa znajduje się na cmentarzu Père-Lachaise. Muzeum Chartreuse w Molsheim poświęciło specjalną, stałą ekspozycję prac artysty.

## Ważniejsze dzieła
- Statua generała Jeana-Baptiste'a Klébera (brąz 1840)
- Statua prefekta Adriena de Lezay-Marnésia (1845)
- Icare déployant ses ailes (1831)
- Suzanne au bain (1834)
- Paysanne Jeune (1839)